# Carolozittelia tapiroides
Carolozittelia tapiroides és una espècie extinta de mamífer piroteri de la família dels pirotèrids (o, segons altres classificacions, un xenungulat possiblement de la família dels caròdnids) que visqué a Sud-amèrica durant l'Eocè, fa entre 38 i 47,8 milions d'anys. Se n'han trobat restes fòssils a les províncies argentines de Chubut i Neuquén. Avui en dia, es tracta de l'única espècie del gènere Carolozittelia, que anteriorment també contenia C. eluta. Tenia les últimes dents molars semblants a les del piroteri. El nom genèric Carolozittelia fou elegit en honor del paleontòleg alemany Karl Alfred von Zittel, mentre que el nom específic tapiroides significa ‘semblant a un tapir’.